# Tsesarevich (1903)
El Tsesarévich (en ruso: Цесаревич) fue un acorazado pre-dreadnought ruso construido en Francia por la Compagnie des Forges et Chantiers de la Méditerranée à la Seine para la Armada Imperial Rusa. Recibía su nombre en honor al Zarévich, el título nobiliario reservado al primogénito del Zar y heredero del trono de Rusia, también traducido como «Tsesarévich». Tenía su base en el Pacífico, y luchó en la Guerra ruso-japonesa, donde enarboló la insignia del almirante Wilgelm Vitgeft en la batalla del mar Amarillo. El diseño del Tsesarévich sirvió como base para los buques de la clase Borodino que fueron construidos en Rusia.

## Diseño
Este buque estaba proyectado como parte del Programa de necesidades para el Lejano Oriente, autorizado por el zar Nicolás II en 1898. Los buques de guerra fueron encargados a astilleros extranjeros debido a la escasa capacidad de los astilleros rusos. Los requerimientos los redactó el comité técnico marítimo (MTK) a comienzos de 1898 y, según estas, los astilleros franceses Compagnie des Forges et Chantiers de la Méditerranée à la Seine presentaron una propuesta a Rusia. El contrato se firmó el 6 de julio de 1898; la construcción del barco tenía un coste de 280 000 francos franceses (11 355 000 rublos).
Los detalles del diseño se encomendaron a un equipo conjunto de ingenieros rusos y franceses supervisado, por el capitán Iván Grigoróvich. La construcción se prolongó porque se tuvieron que sustituir  algunas planchas del blindaje, aunque con la finalización del Tsesarévich, la Armada Imperial rusa consiguió el que era su mejor acorazado antes del inicio de la guerra ruso-japonesa.

## Historial
El Tsesarévich fue asignado al lejano oriente en diciembre de 1903 y fue una de las tres naves que fueron dañadas por torpedos japoneses durante el ataque a Port Arthur el 8 de febrero de 1904.

### Batalla del Mar Amarillo
En la mañana del 10 de agosto de 1904, la primera escuadra de Pacífico dejó Port Arthur para enfrentarse a la flota japonesa que bloqueaba el puerto. La escuadra rusa consistía en los acorazados Tsesarévich, Retvizan, Pobeda, Peresvet, Sebastopol y Poltava, junto con cuatro cruceros protegidos y 14 lanchas torpederas. La flota japonesa, comandada por el almirante Tōgō Heihachirō , se componía de los acorazados Mikasa, Asahi, Fuji y Shikishima, los cruceros acorazados Nisshin y Kasuga, así como ocho cruceros protegidos, 18 destructores y 30 lanchas torpederas.
A las 18:00, con el resultado de la batalla aún no dirimido, el almirante Vitgeft muere a causa de un fragmento de metralla en el puente del Tsesarévich. Solo 12 minutos más tarde, otro impacto mata el capitán y a casi todo el personal del puente de mando, bloqueando la rueda del timón, debido a ello, el Tsesarévich realiza un fuerte giro de más de 12°. Otros barcos de la línea no habían visto lo que sucedía y siguieron su ejemplo, perdiendo finalmente la línea de batalla y dispersándose. Como la oscuridad se aproximaba y quedaba poca munición, el almirante Togo rompió el contacto y se retiró hacia el este. Ordenó un ataque nocturno contra la flota rusa por su destructores y lanchas torpederas, pero la mayoría de estos ataques fueron repelidos con bajas ligeras. 
Mientras que la mayoría de la flota rusa (cinco acorazados, un crucero y nueve destructores) regresada a la seguridad de Port Arthur, el Tsesarévich dañado y tres destructores de escolta navegaron a Tsingtao, donde fueron internados.

### Destino
Tras la contienda, el buque fue transferido al Báltico, y participó en la batalla del Estrecho de Muhu en 1917, durante la Primera Guerra Mundial. Tras la Revolución rusa de 1917, fue renombrado Grazhdanín (Гражданин, que significa Ciudadano). Fue convertido en pontón en 1918 y desguazado en 1924 en Alemania.

### Listas relacionadas
- Anexo:Acorazados de Rusia